# رولاندو
رولاندو (زادهٔ ۲۱ آوریل ۱۹۸۳) بازیکن فوتبال اهل کشور پرتغال است.
وی برای تیم ملی پرتغال ۱۷ بازی انجام داده و ۰ گل به ثمر رسانده‌است. پست تخصصی این بازیکن نیز، دفاع است.